# Pristimantis culatensis
Pristimantis culatensis là một loài động vật lưỡng cư trong họ Strabomantidae, thuộc bộ Anura. Loài này được La Marca mô tả khoa học đầu tiên năm 2007.